# Arrondissement de Müritz
L’arrondissement de Müritz était un arrondissement (Landkreis en allemand) de Mecklembourg-Poméranie-Occidentale (Allemagne). Il fut intégré à l'arrondissement du Plateau des lacs mecklembourgeois lors de la réforme territoriale du 4 septembre 2011 en Allemagne du nord-est.
Son chef lieu était Waren.

## Géographie
L'arrondissement de Müritz se trouve dans la région du plateau des lacs mecklembourgeois (Mecklenburgische Seenplatte). Il tient son nom du lac Müritz, le plus grand lac d'Allemagne situé complètement dans le pays.

## Villes, communes et communautés d'administration
(nombre d'habitants en 2006)
Commune autonome (Amtsfreie Gemeinde) :
- Waren, ville * (21 236)

Cantons (Amt) et communes rattachées
* Sièges des cantons
| - 1. Amt Malchow 1. Alt Schwerin (565) 2. Fünfseen (1 258) 3. Göhren-Lebbin (635) 4. Malchow, ville * (7 104) 5. Nossentiner Hütte (724) 6. Penkow (295) 7. Silz (372) 8. Walow (565) 9. Zislow (190) - 2. Amt Penzliner Land 1. Ankershagen (673) 2. Krukow (179) 3. Lapitz (167) 4. Mallin (407) 5. Möllenhagen (1 876) 6. Penzlin, ville * (2 582) 7. Puchow (152) | - 3. Amt Röbel-Müritz 1. Altenhof (408) 2. Bollewick (416) 3. Buchholz (146) 4. Bütow (499) 5. Fincken (424) 6. Gotthun (299) 7. Grabow-Below (131) 8. Groß Kelle (142) 9. Kieve (148) 10. Lärz (568) 11. Leizen (523) 12. Ludorf (513) 13. Massow (221) 14. Melz (395) 15. Priborn (425) 16. Rechlin (2 263) 17. Röbel/Müritz, ville * (5 335) 18. Schwarz (416) 19. Sietow (659) 20. Stuer (291) 21. Vipperow (436) 22. Wredenhagen (534) 23. Zepkow (230) | - 4. Amt Seenlandschaft Waren (Siège : Waren) 1. Grabowhöfe (1 059) 2. Groß Dratow (387) 3. Groß Gievitz (497) 4. Groß Plasten (812) 5. Hinrichshagen (171) 6. Hohen Wangelin (746) 7. Jabel (606) 8. Kargow (748) 9. Klink (1 166) 10. Klocksin (419) 11. Lansen-Schönau (493) 12. Moltzow (358) 13. Neu Gaarz (128) 14. Schloen (470) 15. Schwinkendorf (573) 16. Torgelow am See (452) 17. Varchentin (397) 18. Vielist (528) 19. Vollrathsruhe (507) |